# Diàkov
Diàkov - Дьяков (rus) - és un khútor de la República d'Adiguèsia, a Rússia. Es troba a la vora del riu Guiagà, a 17 km al nord de Tulski i a 7 km al nord-est de Maikop.
Pertany al municipi de Sévero-Vostótxnie Sadi.